# Acmopolynema missionicum
Acmopolynema missionicum är en stekelart som beskrevs av Fidalgo 1989. Acmopolynema missionicum ingår i släktet Acmopolynema och familjen dvärgsteklar. Inga underarter finns listade i Catalogue of Life.